# Los Angeles Raiders 1994
La stagione 1993 dei Los Angeles Raiders è stata la 25ª della franchigia nella National Football League, la 35ª complessiva e la tredicesima e ultima a Los Angeles prima di fare ritorno ad Oakland.

## Scelte nel Draft 1994
| Scelte dei Raiders nel Draft 1994 |        |                     |                  |                  |
| Giro                              | Scelta | Giocatore           | Ruolo            | College          |
| 1                                 | 22     | Rob Fredrickson     | Linebacker       | Michigan State   |
| 2                                 | 52     | James Folston       | Linebacker       | Louisiana–Monroe |
| 3                                 | 80     | Calvin Jones        | Running back     | Nebraska         |
| 4                                 | 120    | Austin Robbins      | Defensive tackle | North Carolina   |
| 5                                 | 159    | Roosevelt Patterson | Guard            | Alabama          |
| 7                                 | 217    | Rob Holmberg        | Linebacker       | Penn State       |

## Calendario
| Stagione regolare |                         |                    |                               |
| Turno             | Avversario              | Risultato          | Stadio                        |
| 1                 | at San Francisco 49ers  | S 44–14            | Candlestick Park              |
| 2                 | Seattle Seahawks        | S 38–9             | Los Angeles Memorial Coliseum |
| 3                 | at Denver Broncos       | V 48–16            | Mile High Stadium             |
| 4                 | San Diego Chargers      | S 26–24            | Los Angeles Memorial Coliseum |
| 5                 | Settimana di pausa      | Settimana di pausa | Settimana di pausa            |
| 6                 | at New England Patriots | V 21–17            | Foxboro Stadium               |
| 7                 | at Miami Dolphins       | S 20–17            | Joe Robbie Stadium            |
| 8                 | Atlanta Falcons         | V 30–17            | Los Angeles Memorial Coliseum |
| 9                 | Houston Oilers          | V 17–14            | Los Angeles Memorial Coliseum |
| 10                | at Kansas City Chiefs   | S 13–3             | Arrowhead Stadium             |
| 11                | at Los Angeles Rams     | V 20–17            | Anaheim Stadium               |
| 12                | New Orleans Saints      | V 24–19            | Los Angeles Memorial Coliseum |
| 13                | Pittsburgh Steelers     | S 21–3             | Los Angeles Memorial Coliseum |
| 14                | at San Diego Chargers   | V 24–17            | Jack Murphy Stadium           |
| 15                | Denver Broncos          | V 23–13            | Los Angeles Memorial Coliseum |
| 16                | at Seattle Seahawks     | V 17–16            | The Kingdome                  |
| 17                | Kansas City Chiefs      | S 19–9             | Los Angeles Memorial Coliseum |

## Classifiche
| AFC West Division      |    |    |   |      |     |     |     |
|                        | V  | S  | P | %    | PF  | PS  | STR |
| (2) San Diego Chargers | 11 | 5  | 0 | .688 | 381 | 306 | V2  |
| (6) Kansas City Chiefs | 9  | 7  | 0 | .563 | 319 | 298 | V2  |
| Los Angeles Raiders    | 9  | 7  | 0 | .563 | 303 | 327 | S1  |
| Denver Broncos         | 7  | 9  | 0 | .438 | 347 | 396 | S3  |
| Seattle Seahawks       | 6  | 10 | 0 | .375 | 287 | 323 | L2  |